# Van She
I Van She sono una band Electropop formata nel 2005 a Sydney, in Australia, da Matt Van Schie (si pronuncia: Matt Van Ski) al basso e alla voce, Tomek Archer alla batteria, Michael Di Francesco ai sintetizzatori e alla chitarra, e Nicholas Routledge alla voce e chitarra. L'album di debutto della band, V,  pubblicato dall'etichetta australiana Modular Records ad agosto 2008, si classificò 10° nella classifica degli album dell'Australian Recording Industry Association (ARIA).

## Storia del gruppo
I Van She hanno iniziato nel 2005, quando i membri della band si sono conosciuti tramite amici comuni in un club chiamato Gang Bang a Sydney. Nel 2005 Van She pubblicano il loro omonimo, e molto atteso, EP di debutto "Van She", sotto la Modular Records incluso il singolo 'Sex City', facente anche parte dell'album di debutto omonimo dei Crystal Castles.

## Formazione
- Nicholas Routledge — voce, chitarra
- Matt Van Schie — basso, voce
- Michael Di Francesco — sintetizzatori, chitarra
- Tomek Archer — batteria

## Discografia

### EP
- Van She (EP) (27 November 2005)
- Ze Vemixes (12 June 2009)

### Album
- V (Van She album) (9 August 2008)
- Idea of happiness (2012)

### Singoli
- "Kelly" (2005)
- "Sex City" (2006)
- "Cat and the Eye" (2007)
- "Strangers" (2008)
- "Changes" (2008)
- "Kelly (Album Version Re-Release)" (2008)

### Remix
- Klaxons - "Gravity's Rainbow (Van She Remix)"
- Teenager - "Alone Again (Van She Tech Remix)"
- Dragonette - "I Get Around (Van She Vocal Mix)"
- Leslie Feist - "1234 (Van She Tech Mix)"
- The Presets - "Are You the One? (Van She Mix)"
- Lost Valentinos - "CCTV (Bang Gang Vs. Van She Tech Remix)"
- New Young Pony Club - "Ice Cream (Van She Remix)"
- Tiga - "You Gonna Want Me (Van She Tech Remix)"
- I Am Finn - "I Love You (Van She Tech Remix)"
- The Bravery - "Time Won't Let Me Go (Van She Tech Remix)"
- Sneaky Sound System - "UFO (Van She Tech Remix)"
- Muscles - "One Inch Badge Pin (Van She Tech City Gym Remix)"
- Utah Saints - "Something Good (Van She Tech Remix)"
- The Audio Thieves - "(Pray Like) Aretha Franklin (Van She Tech Remix)"
- Melinda Jackson - "Fall in Love (Van She Tech Remix)"
- Ladyhawke - "Back of the Van (Van She Turbo Fire Engine Mix)"
- Martina Topley Bird - "Poison (Van She Mix)"
- The Whip - "Frustration (Van She Tech Remix)"
- Das Pop - Underground (Van She Tech Remix)
- Empire of the Sun - "Walking on a Dream (Van She Tech Remix)"
- Mondo Grosso- "Maximum Joy (Van She Tech Remix)"
- Walter Meego - "Forever (Van She Tech Remix)"
- Daft Punk - "Around the World (Nicky Van She vs.Dangerous Dan)"
- Housse de Racket - "Synthétiseur"
- Dan the Automator and Jurassic 5 - Evian Campaign - Rappers Delight
- Pendulum - "Propane Nightmares (Van She Tech Remix)"